# Kawanabe Kyōsai
Kawanabe Kyōsai (河鍋 暁斎) (né le 18 mai 1831, mort le 26 avril 1889) est un artiste japonais qui, selon les mots d'un critique, est « un individualiste et un indépendant, peut-être le dernier virtuose de la peinture japonaise traditionnelle ». Il inaugure en dépit de la censure le genre de la caricature politique au Japon.

## Biographie
Comme il vit de la période Edo à l'ère Meiji, Kyōsai est témoin d'un Japon qui se transforme d'un pays féodal à un État moderne. Né à Koga, il est fils d'un samouraï. Après avoir travaillé peu de temps comme garçon avec Utagawa Kuniyoshi, il reçoit une formation artistique à l'école Kanō mais abandonne rapidement les traditions formelles pour la plus grande liberté de l'école populaire.
Durant les troubles politiques qui causent et suivent la restauration de Meiji, Kyōsai gagne une réputation de caricaturiste. Il est arrêté trois fois et emprisonné par les autorités du shogunat. Peu de temps après la prise de pouvoir effective de l'empereur, une grande réunion de peintres et d'intellectuels se tient et à laquelle Kyōsai est présent. Il exprime de nouveau son opinion sur le nouveau mouvement par une caricature qui rencontre un grand succès mais lui vaut de tomber entre les mains de la police, cette fois-ci du parti opposé.
Kyōsai peut être considéré comme le plus grand successeur de Hokusai (dont il n'est cependant pas un élève), et comme le premier caricaturiste du Japon. Son œuvre comme sa vie sont quelque peu désordonnées et indisciplinées et suggèrent à l'occasion le goût pour une coupe de saké. Mais s'il ne possède pas la dignité, la puissance et la retenue de Hokusai, il lui substitue une exubérante fantaisie qui donne toujours de l'intérêt à un dessin d'une grande excellence technique.
C'est un reportage de l'ancien communard et illustrateur voyageur Félix Régamey qui fait connaître l’œuvre de Kyōsai en France en 1881.

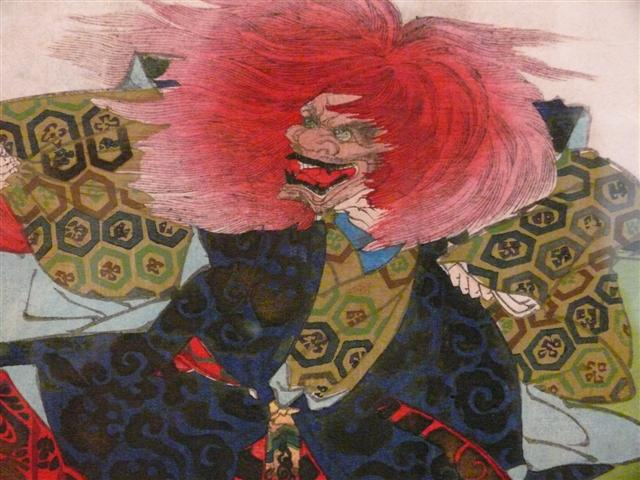
Renjishi (連獅子), ou « danse d'un couple de lions » par Kyōsai. Le Renjishi est une célèbre danse dans le théâtre kabuki.

Outre ses caricatures, Kyōsai peint un grand nombre d'images et d'esquisses, choisissant souvent ses sujets dans le folklore de son pays. Une belle collection de ses œuvres est conservée au British Museum. Il s'en trouve également de beaux exemplaires dans la National Art Library (en) à Kensington ainsi qu'au musée Guimet à Paris. Le musée mémorial Kawanabe Kyōsai créé en 1977 se trouve à Warabi, préfecture de Saitama au Japon.

## Œuvres connues
Le Tigre de Kyosai est un tableau du peintre japonais Kawanabe Kyosai qu'il a peint en 1878, un artiste prolifique de l'ère Meiji connu pour son style excentrique et souvent satirique. Réalisée vers la fin du 19e siècle, cette peinture illustre la maîtrise de Kyosai dans l'art du Nihonga, un style de peinture traditionnelle japonaise. Le Tigre se distingue par son expression vivante et dynamique, caractéristique de l'approche audacieuse de Kyosai. Cette œuvre reflète non seulement l'influence de l'art traditionnel japonais, mais aussi une adaptation unique du réalisme et des techniques picturales occidentales, témoignant de la période de modernisation et d'ouverture culturelle du Japon à l'époque. Le traitement des textures et l'expression captivante du tigre illustrent la capacité de Kyosai à infuser vie et caractère dans ses sujets, ce qui fait de cette œuvre un exemple remarquable de son talent et de sa vision artistique.